# Scarlett la Queen
Scarlett la Queen, née le 15 janvier 1979 à Naltchik,, en Russie, est une chanteuse et actrice russo-américaine.

## Jeunesse
Scarlett la Queen est née dans une famille militaire à Naltchik (République de Kabardino-Balkarie). Elle est assignée homme à la naissance.

## Carrière
Au festival de Nalchik, elle rencontre Artur Atsalamov, le fondateur du groupe de musique «Мёртвые Дельфины» (en français : Dauphins morts), qui lui a ensuite écrit plusieurs chansons, dont ses tubes Бег по острию ножа (en français : La course sur le fil du rasoir), Паноптикум (en anglais : Panopticon) et Мажь вазелином (en français : Utilise de la vaseline).
Pendant plus de sept semaines, son clip pour la chanson Между мной и тобой (en français : Entre toi et moi) occupe la première place du classement "TOP 20" de MTV. Son premier album, Бег по острию ножа (La course sur le fil du rasoir), sort en août 2000 et se vend à un demi-million d'exemplaires. Le 25 mai 2001, elle reçoit un Ovation Award.

### Travail avec Sergueï Izotov
À Moscou, elle se produit dans des boîtes de nuit sous le pseudonyme d'Oscar. C'est là qu'elle rencontre le producteur Sergey Izotov, avec qui elle commence sa carrière de chanteuse. Le pic de sa popularité se situe entre les années 2000 et 2003. Le producteur crée une légende pour elle, selon laquelle elle aurait été piégée sous les décombres, et en conséquence aurait passé plusieurs années dans le coma, avant de se réveiller et de commencer à chanter.
En 2003, elle entre en conflit avec Izotov et perd les droits de son nom de scène et de certaines de ses chansons. Selon certains rapports, cela est dû à la chanson Не надо (Джихад) (en anglais : Don't (Djihad)) dans laquelle Scarlett la Queen se prononce contre la seconde guerre de Tchétchénie. Son clip pour cette chanson était composé de la chronique militaire de l'époque et de la crise des otages du théâtre de Moscou.

### États-Unis
En 2003, elle déménage à New York, où elle étudie le cinéma. Toujours aux États-Unis, elle organise le projet musical The Oskar & Psycholovers, enregistre et coproduis l'album complet en anglais Fantasies of a Rockstar, apparait dans plusieurs émissions de télévision populaires (America's Got Talent, Fearless Music) et se lance dans une mini-tournée comprenant des concerts internationaux et nationaux aux États-Unis. Après la sortie de son album, un clip vidéo pour la chanson Lucky Number est filmé et diffusé sur les chaînes musicales américaines.

### Retour en Russie
Fin 2008, Scarlett la Queen retourne en Russie. En 2010, alors qu'elle se produit pour le prix de la musique russe Night Life Awards 2010, elle présente le nouveau single en langue russe Gagarin, créé en collaboration avec Andrey Ivanov (membre du projet de musique Triplex).

## Discographie
| Année | Titre original                                  | Titre en anglais                                     | Nom de scène             |
| ----- | ----------------------------------------------- | ---------------------------------------------------- | ------------------------ |
| 2000  | Бег по острию ножа                              | The run on the edge of a knife                       | oscar                    |
| 2001  | Оскар II                                        | Oscar II                                             | oscar                    |
| 2001  | Последний. Альбом                               | The Last. Album                                      | oscar                    |
| 2005  | О'скар убит — Шамиль задержан (Анализируй это!) | Oscar is killed — Shamil is detained (Analyze this!) | Shamil                   |
| 2005  | Make love to America (Talking to God)           | Make love to America (Talking To God)                | The Oskar & psycholovers |
| 2009  | Fantasies of a Rockstar                         | Fantasies of a Rockstar                              | The Oskar & psycholovers |
| 2020  | Полюби                                          | Love                                                 | Scarlett la queen        |

## Prix
En 2001, elle est nommée pour le Golden Gramophone Award (en), mais ne participe pas à la cérémonie de remise des prix en raison de l'interdiction de son producteur,.

## Vie privée
En 2003, dans une interview pour Argoumenty i Fakty, elle mentionne être bisexuelle.
Le 11 juin 2013, à Moscou, Scarlett la Queen est battue et volée. Elle commence la journée par un jogging dans le parc Catherine. À 11 h 50, elle descend dans le passage souterrain, puis elle est attaquée par deux hommes. Selon Scarlett, l'un des inconnus lui a donné un coup de poing au visage, qui lui fracture la mâchoire et lui fait perdre connaissance. Lorsqu'elle se réveille, elle réalise que son téléphone et sa tablette numérique ont disparu. Plus tard, des policiers arrêtent les deux agresseurs, dont le but était de gagner de l'argent.
Le 4 juillet 2013, lors du talk-show Let Them Talk, elle déclare être musulmane.
En janvier 2020, elle fait son coming out en tant que femme transgenre et prend le nom de Scarlett la Queen,,,. Plusieurs médias la présentent comme étant la première chanteuse transgenre russe,. Elle choisit le nom de Scarlett en s'inspirant du personnage principal du roman de Margaret Mitchell Autant en emporte le vent, Scarlett O'Hara,,.
Scarlett est reniée par ses parents après son coming out,.